# Mosteiro de Bustelo

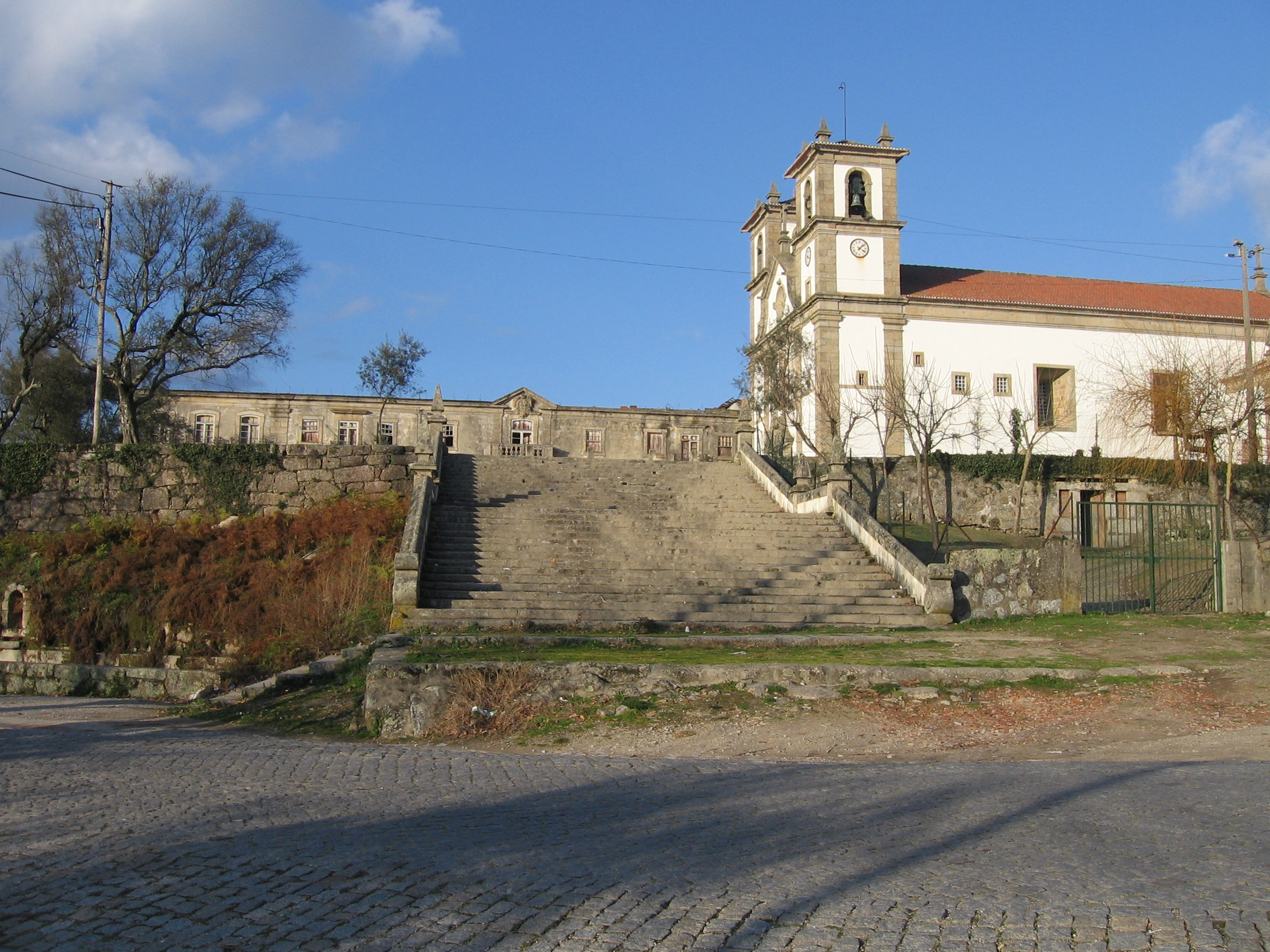
Vista exterior

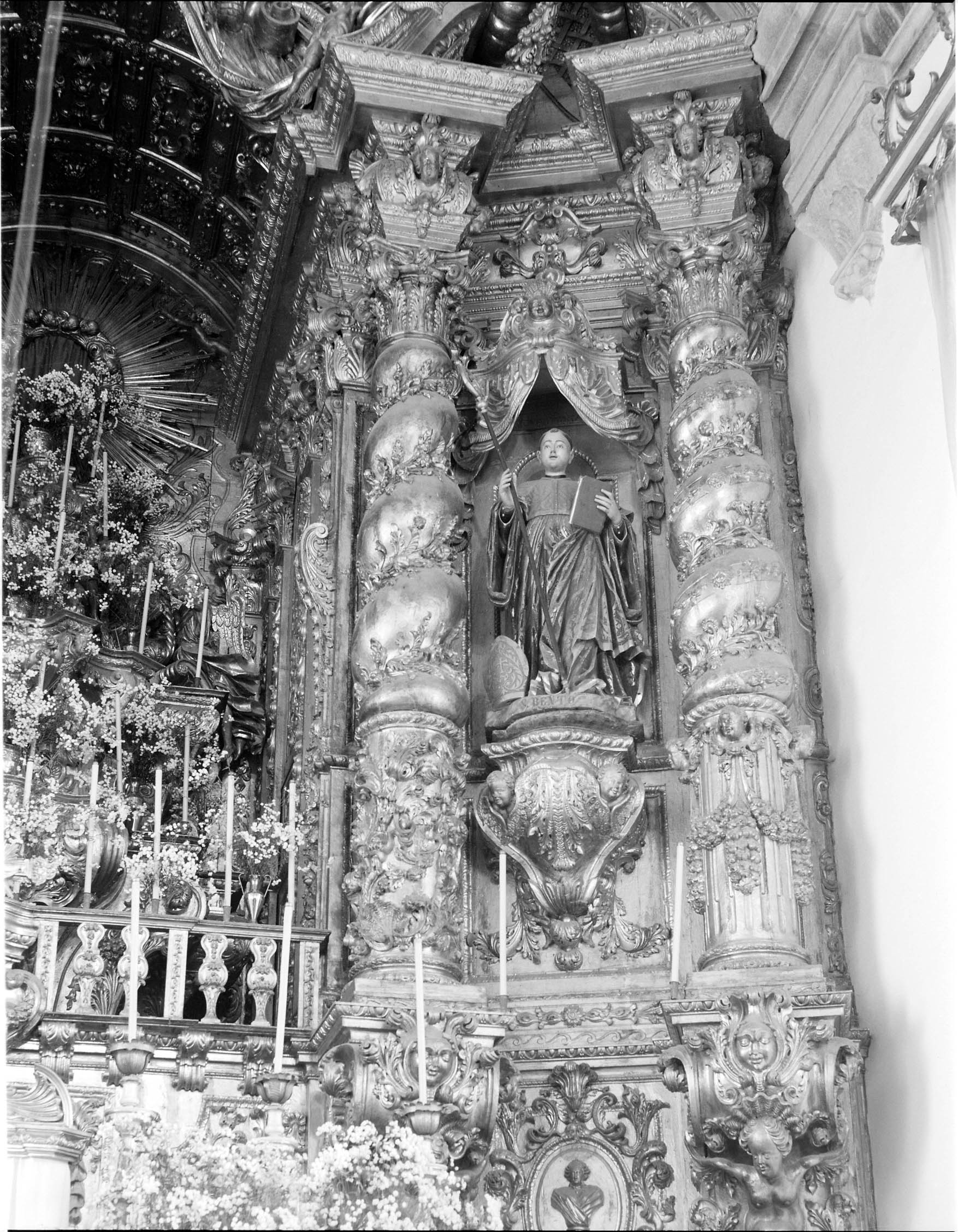
Retábulo principal da Igreja do Mosteiro de Bustelo

O Mosteiro de Bustelo, também referido como Igreja Paroquial de Bustelo ou Igreja de São Miguel, é um monumento barroco situado na freguesia de Bustelo, no Município de Penafiel.
O início da sua reconstrução (já que o edifício actual é uma completa reformulação de um anterior mosteiro românico do século X) data de 13 de Agosto de 1633. Foi mosteiro beneditino até à revolução liberal de 1832-34, altura em que foram expulsos os monges deste mosteiro. Parte dele foi então expropriada e vendida a particulares e hoje está em ruínas. No entanto, ainda muito ficou conservado do antigo mosteiro e a igreja é um bom exemplo disso mesmo.
Está classificado como Imóvel de Interesse Público desde 1984.

## História
A fundação do Mosteiro de Bustelo remonta ao século X, sendo certa a sua existência em 1065. Terá sido fundado pelo filho mais velho de Nuno Pais, ilustre fidalgo pertencente à família dos "Sousões". Numa primeira fase pertenceu ao monaquismo autóctone, porém, em 1201 já era beneditino. Até 1417 foi governado por abades perpétuos, ano em que começa a ser dirigido pelos abades comendatários.
Nesta altura, o mosteiro medieval seria significativamente menor do que é hoje. Sabe-se que a igreja tinha apenas uma torre sineira e três altares.
Com a criação da Congregação Beneditina Portuguesa no séc. XVI, o mosteiro é reformado e integrado definitivamente nesta Congregação em 1596, que passa a ter a Casa Mãe no mosteiro de São Martinho de Tibães, em Braga. A partir de então, o mosteiro de Bustelo, como os demais da Congregação, passa a ser governado por abades trienais, eleitos em Capítulo Geral no mosteiro de Tibães nos primeiros dias de maio. É com a entrada na Congregação que se dão as grandes obras que se iniciam a 13 de agosto de 1633 e que acabariam por transformar o medievo mosteiro no edifício que hoje se conhece.
Em 1834 é extinto, sendo desmembrado e tendo-se perdido praticamente todo o recheio. A igreja passou então a paroquial e, pouco depois, o claustro e o lanço Nascente do mosteiro foram adquiridos pela Paróquia de Bustelo. O restante complexo conventual permaneceu na posse de particulares até ser sido adquirido pela Paróquia em 1991.

## A Igreja
A igreja do Mosteiro de Bustelo, de planta cruciforme, possui apreciáveis dimensões, de onde sobressai a Capela Mor e o Coro Alto.
A construção da igreja iniciou-se em 1695 pela fachada principal e só viria a terminar em 1752, com a conclusão da Capela Mor. Possui, nas capelas laterais, três altares, onde sobressai num deles a imagem da Senhora da Saúde, venerada desde há muito no Mosteiro de Bustelo, com festa na segunda-feira de Páscoa. No corpo da igreja existem mais quatro altares, no entanto a grandiosidade e a beleza da igreja refletem-se no altar mor, em estilo joanino, dedicado ao padroeiro de Bustelo (S. Miguel) e ao fundador dos beneditinos (S. Bento), com o Trono Eucarístico ao centro. O Coro Alto, ainda preservado, apresenta um cadeiral cujo risco é atribuído ao arquiteto bracarense André Soares, e onze telas a óleo descritivas da vida de São Bento e Santa Escolástica, sua irmã. Ainda no Coro, existem duas varandas, uma delas destinada a um órgão de tubos que hoje se encontra na igreja da Misericórdia, em Penafiel, para onde foi levado após a extinção das Ordens Religiosas.

## O Mosteiro
O mosteiro propriamente dito é composto por um claustro e quatro dormitórios, equivalentes aos quatro pontos cardeais. A sua situação geográfica permite, a partir dos antigos dormitórios, uma vista esplêndida. Além destes elementos, possuía, obviamente, adegas, celeiros, refeitório e cozinha, entre outros. A sua construção, iniciada em 1633, só viria a terminar no século XVIII. De realçar a presença, no centro do claustro, do herói mitológico Hércules e ainda de um relógio de sol colocado no lanço Norte do claustro.
Com a extinção das ordens religiosas após a revolução liberal de 1832-34, grande parte do mosteiro foi expropriada. Atualmente todo esse complexo está em ruínas, mas não deixa de ser apaixonante visitar e imaginar a imponência de outrora.